# Besse-sur-Issole
Besse-sur-Issole ist eine französische Gemeinde mit 3123 Einwohnern (Stand 1. Januar 2022) im Département Var in der Region Provence-Alpes-Côte d’Azur.

## Persönlichkeiten
Gaspard Bouis (1757–1781), genannt Gaspard de Besse, war ein Straßenräuber, der im 18. Jahrhundert lebte. Der Legende nach plünderte er königliche Schatzbeamte und Adlige im Massif des Maures aus und verteilte die Beute unter den Armen. Gaspard Bouis wurde in Besse-sur-Issole geboren. Jean Aicard würdigte ihn literarisch als Banditen mit dem Herzen eines Edelmannes.